# 平城市

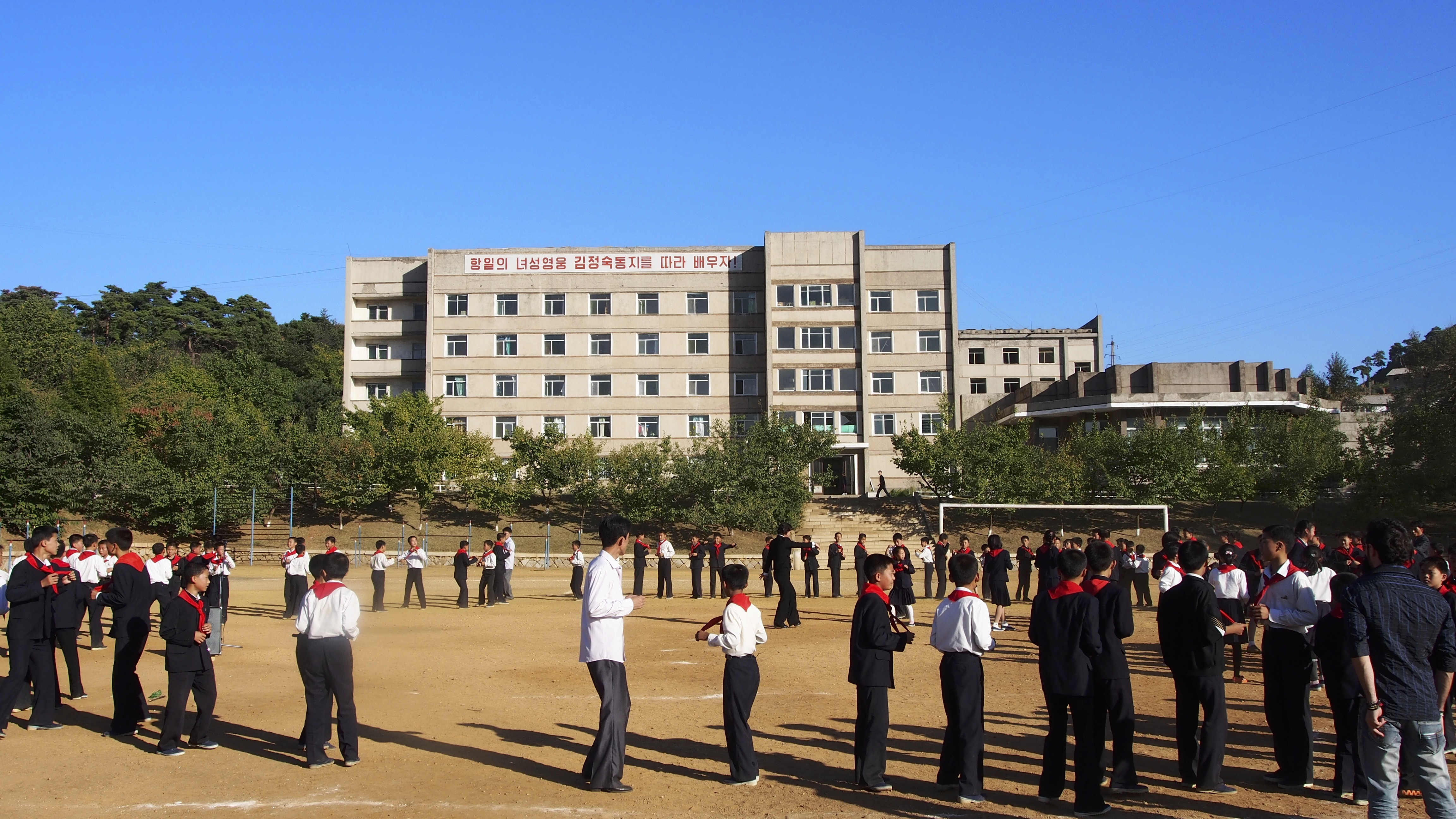
平城市的中學

平城市（：／ Phyŏngsŏng si */?）是1960年代建立的新城市，为朝鮮民主主義人民共和國平安南道的道政府所在地，亦是该国著名的理科教育中心，設有由朝鮮國家科學院領導的研究所共25間，還有一個擁有超過40,000名科學家的「科學研究聯合體」，並有工業及山羊牧場等產業。

## 觀光熱點
- 平城山羊牧場：它是一個集生產、生物教育及觀光娛樂於一身的綜合化場地。
- 安國寺：位于凤麟山上，是建於高句麗時代（公元6世纪）的佛教寺廟，并于18世纪重建。大殿是朝鲜半岛仅有的两座双层大殿之一。安国寺內还有種植於14世紀的銀杏古樹。安国寺内的太平楼亦是一大看点。

## 高等院校
- 平城理科大學
- 平城煤炭工業大學
- 平城大學
- 平城輕工業大學
- 平城师范大学
- 平城體育大學
- 平城獸醫畜牧大學

## 對外交通
- 公路

- 軌道運輸工具
  - 輕軌鐵路連通「龍城郡」（Ryongsong）轉乘站，可中轉輕軌鐵路至平壤地鐵系統的「千里馬線」（Chollima Line）上之「紅星車站」（Pulgunbyol）。
  - 「平壤-元山線」的電氣化鐵路的中途站

- 航空：使用平壤順安國際機場（FNJ）

## 外部連結
朝鮮地圖 （页面存档备份，存于）